# Kladský purkrabí
Kladský purkrabí (německy Burggraf von Glatz) byl královský úředník, který sloužil jako místodržitel českého krále na hradě v Kladsku (německy Glatz).
Kladská oblast byla na počátku 12. století označována jako „Provincie Kladsko“ a zaujímala zvláštní postavení v rámci českého státu, byl úřad purkrabího často udělován členům vysoké české šlechty. Mezi nejznámější purkrabata patřili např. Vítek I. z Prčice a Arnošt z Hostinného, otec prvního pražského arcibiskupa Arnošta z Pardubic, či Havel z Lemberka, manžel později svatořečené Zdislavy z Lemberka. 

## Dějiny

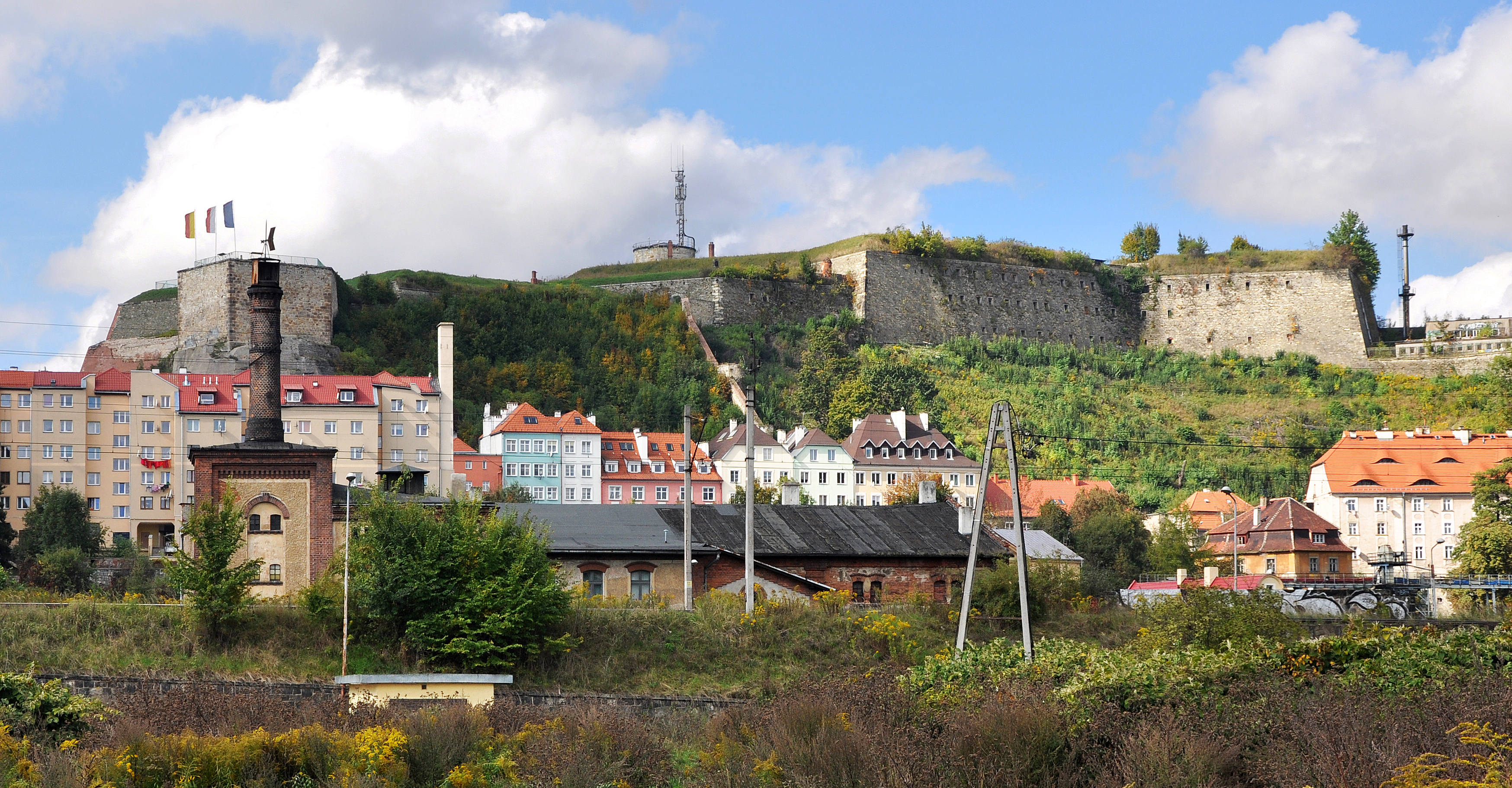
Kladský hrad

Nejvyšší zemský úředník v Kladsku byl zpočátku označován jako „Castellanus“ (kastelán) nebo „Praefectus“ (prefekt). Označení „Burchgravius“ (purkrabí) je poprvé uváděn v roce 1262. Od roku 1305 oby pojmy splynuly a od roku 1360 byl obvykle označován jako „hejtman“, někdy také jako „amtman“. 
Jako zástupce krále měl purkrabí na starosti právní, vojenské a administrativní činnosti. Byl předsedou šlechtického a manského soudního dvora kladskýchh leníků. Pouze v případě, že by upřel právo žalovanému, mohl žalovaný podat odvolání k pražskému soudu. Změny městských zákonů a práv v královských městech Kladsko, Kladské Bystřici (Habelschwerdt), Radkově (Wünschelburg) či Landeku vyžadovaly jeho souhlas. Jako vrchní velitel zemské armády byl rovněž zodpovědný za jejich ochranu a udržování obranných hradů a měst. Kromě toho byl povinen starat se o královské mlýny, které měly velký význam pro zásobování města. Taktéž se musel starat o osm českých dědičných strážců na Kladském hradě, kteří sídlili na královském panství Pileč. Jako zástupce krále byl také zodpovědný za přidělování půdy lokátorům nebo svobodným soudcům. 
Purkrabí měl k dispozici jednoho nebo více notářů, kteří mu pomáhali, jakož i soudního exekutora, který byl zodpovědný za předvolávání a výkon soudních příkazů. Daňoví úředníci (collectores sen receptores bernae) byli zodpovědní za vybírání státních daní a lesní úředníci (officiales forestarii) byli odpovědní za královský les. 
Vdovy, sirotci a duchovní požívali zvláštní ochrany purkrabích. Oproti kompetentnímu pražskému arcibiskupství měl právo na obsazování volných pozic kněží těch kostelů, které podléhaly královskému patronátu. 

Ke konci 14. století byl zaveden úřad zemského hejtmana. Přesto mu však občas sloužil purkrabí, který mu byl podřízen. V roce 1459 král Jiří z Poděbrad region Kladsko povýšil na samostatné Kladské hrabství. 

## Kladská purkrabata (neúplný seznam)
- 1169 Hroznata
- 1175/76 Rivin / Rivinus s bratrem Peregrinem
- 1177 Vítek I. z Prčice
- 1177–1189 Bohuš / Bogussa [1], dle Josefa Myslimíra Ludvíka: Bohuš Bradatý [2]
- 1195 Heřman / Hermann z rodu Markvarticů
- 1196 Ratibor
- 1211 Smil z Ronova [3]
  - 1211–1213 spolukastelán Zbyslav z Bratčic [4]
- 1222 možná: Budivoj z Krumlova
- 1252-1253 Havel / Gallus z Lemberka [5]
- 1256–1262 Ctibor Hlava z Cimburka
- 1278–? Richard z Dahme (Damis)
- 1283–? Jindřich z Apoldy
- 1289 Zdislav ze Šternberka [6]
- 1295–? Konrád Rýnský (Conrad von Rein)
- kolem 1300? Arnošt von Hostina (Latina Arnestus de Hostina ; Český Arnošt z Hostýně ) [7]
- 1302–1305 Beneš z Vartenberka
- 1306–1318 Hynek Berka z Dubé [8]
- 1328 Albert z Packu
- 1337 Peregrin z Petřvaldu [9]
- 1341 Titzko (Tyczko) von Pannwitz, od 1327 spolumajitelem Rengersdorfu a od roku 1346 jako vlastník panství Hummel [10]
- 1345 Wolfram von Pannwitz ; Dědic podílu na Rengersdorfu
- 1346–1350 Albrecht z Křenovic, také pěšec provincie Kladsko
- 1352 Ješek z Hořic (Jeschkin von Horzitz)
- 1348–1355 Hanns / Hanß Wustehube na Neurode [11]
- 1399 Předbor z Ronova
- 1358–1364 Wolfhard von Zedlitz, také kapitán 
  -  ? Jan z Vartenberka († 1409/10, byl ženatý s Markétou z Donína [12])
- 1477–1501 Hans von Pannwitz na Rengersdorfu
- 1516 Jindřich z Čišvic na Oldřichovicích
- 1518 Jindřich Hund z Hrádkova, zároveň komandér kladského řádu maltézských rytířů a od roku 1524 zemský hejtman
- 1527 Hanuš Prog z Velnic [13] také Hans Prog von Welenitz / Velnice [14], po roce 1537 též zemský hejtman
- 1584–1588 Hans von Pannwitz na Mechvicích a Podzámku